# Honoratioren

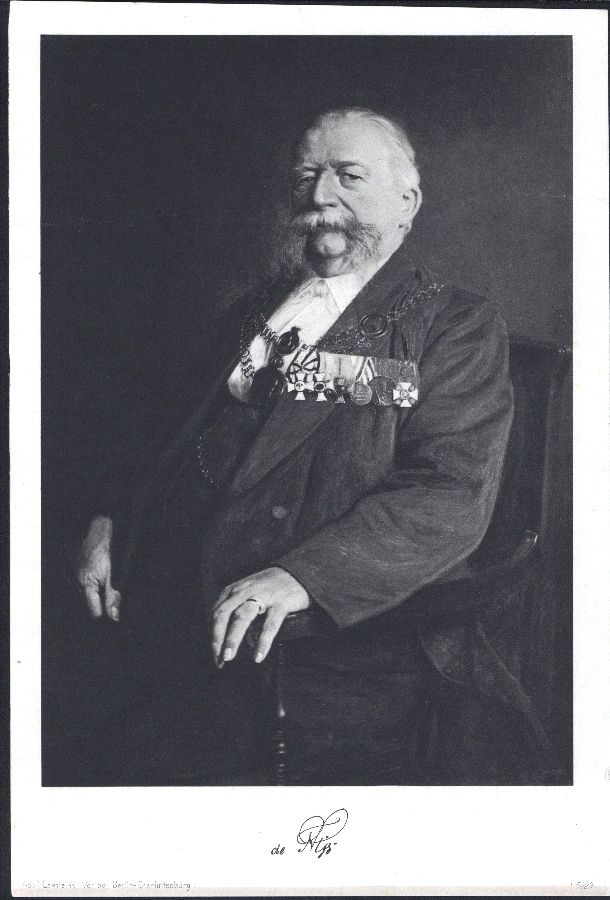
Honoratior in der Rheinprovinz

Als Honoratioren bezeichnet man Bürger, die aufgrund ihres herausgehobenen sozialen Status im überwiegend kleinstädtischen Milieu, aber auch größeren Dörfern großes Ansehen genießen und dort gegebenenfalls informellen Einfluss ausüben können. Typische Beispiele sind der Lehrer (Schulmeister), der Pfarrer, der Gastwirt, der Richter, der Arzt, der Förster, der Tierarzt, der Postmeister, der größte Bauer am Ort oder ein Fabrikbesitzer. Mitunter werden Bürger mit offizieller Funktion wie Bürgermeister, Gemeindevorsteher oder Dorfpolizist auch zu den Honoratioren gerechnet (vgl. den Richter in der obigen Aufzählung als Grenzfall).

## Definition nach Max Weber
Nach Max Webers Definition sind Honoratioren Bürger, die für die Politik leben, ohne von ihr leben zu müssen, da sie ihre Einkünfte aus Grundbesitz und Vermögen beziehen.
Die Bekleidung eines politischen Amtes brachte keinen Ertrag, sondern die Übernahme z. T. erheblicher Kosten, war aber mit weiterem Ansehensgewinn, auch für die Familie des Amtsträgers, verbunden.